# Бустос, Науэль
Науэль Лаутаро Бустос (исп. Nahuel Lautaro Bustos; родился 4 июля 1998, Кордова) — аргентинский футболист, нападающий клуба «Манчестер Сити», выступающий на правах аренды за «Тальерес».

## Биография
Бустос — воспитанник клуба «Тальерес» из своего родного города. 18 июня 2016 года в матче против «Чакарита Хуниорс» он дебютировал в Примере B. По итогам сезона Бустос помог клубу выйти в элиту. 24 апреля 2017 года в матче против «Годой-Крус» он дебютировал в аргентинской Примере. 22 сентября 2018 года в поединке против «Велес Сарсфилд» Науэль забил свой первый гол за «Тальерес».
В начале 2019 года Бустос был арендован мексиканской «Пачукой». 13 января в матче против «Керетаро» он дебютировал в мексиканской Примере. Летом того же года Науэль вернулся в «Тальерес».